# Club Balonmano Puerto Sagunto
El Club Balonmano Puerto Sagunto es un equipo de balonmano de la localidad de Sagunto (España) fundado en 1970. Milita en la División de Honor Plata de balonmano del balonmano español.

## Organigrama deportivo

### Jugadores
| Nº | Nombre           | Edad | Posición          | Altura (m) |
| -- | ---------------- | ---- | ----------------- | ---------- |
| 1  | Luka Krivokapic  | 21   | Portero           | 1.95       |
| 16 | Dani Martínez    | 21   | Portero           | 1.87       |
| 5  | Jaume Pujol      | 25   | Central           | 1.89       |
| 10 | Pau Ferré        | 23   | Central           | 1.88       |
| 85 | Javier Olivares  | 21   | Central           |            |
| 20 | Adrián Nolasco   | 30   | Lateral Izquierdo | 1.93       |
| 44 | Vicente Poveda   | 31   | Lateral izquierdo | 1.92       |
| 7  | Álvaro del Valle | 29   | Lateral derecho   | 1.92       |
| 9  | Lander Simón     | 23   | Lateral derecho   | 1.92       |
| 8  | Aron Díaz        | 26   | Extremo izquierdo | 1.85       |
| 88 | Diego Olba       | 23   | Extremo Izquierdo |            |
| 6  | Nil Montserrat   | 22   | Extremo derecho   | 1.80       |
| 66 | David López      | 20   | Extremo derecho   |            |
| 33 | Artur Parera     | 21   | Pivote            | 1.92       |
| 53 | Guillem Correro  | 24   | Pivote            | 1.79       |

### Traspasos
Traspasos para la temporada 2023–24
Altas
- Luka Krivokapic (PO) desde ( SC Pick Szeged)
- Guillem Correro (PI) desde ( OAR Gracia Sabadell)
- Jaume Pujol (CE) desde ( Barça Atletic)
- Lander Simón (LD) desde ( BM Burgos)
- Artur Parera (PI) desde ( Barça)
- Diego Olba (EI) (Sube del filial)

Bajas
- Aitor Albizu (LI) al ( Helvetia Anaitasuna) (Fin de cesión)
- Alex Ortega (CE) al ( CH Sant Cugat)
- Ignasi Admella (PO) al ( OAR Gracia Sabadell)
- Arnau Fernández (LI) al ( BM Villa de Aranda)
- Gonzalo Porras (PI) (Retirado)
- Javier Manzano (EI)
- Daniel Sedano (PI)

### Cuerpo técnico
- Entrenador: Toni Malla
- Ayte. Entrenador: Xevi Pagés
- Ayte. Entrenador: Vicent Sanchís
- Preparador Físico: Arón Díaz
- Analista: Guillermo Giménez
- Delegado: José Luis Gallén
- Delegado: Fulgencio Benito
- Delegado: José Martínez
- Fisioterapeuta: Pablo Fernández
- Fisioterapeuta: Estefanía Ramírez
- Fisioterapeuta: Javier Manzano
- Médico: José Ignacio García

## Historia

### Antecedentes: Club Balonmano Altos Hornos de Vizcaya
Entre la época de los años cuarenta y setenta, la empresa Altos Hornos de Vizcaya con su fábrica en Puerto de Sagunto tuvo mucha influencia en todos los aspectos de la población, ya que los miles de trabajadores vivían en el núcleo del Puerto de Sagunto y empleaba el 90% de los trabajadores de la zona. Por estos motivos cualquier decisión que se tomaba tenía una repercusión directa e inmediata desde lo económico a lo social.
Dentro de estas decisiones se crea una delegación de deportes bajo la denominación de Grupo Atlético AHV, que integró toda la práctica deportiva que no fuera fútbol, donde el deporte que primaba era el atletismo. Este equipo era una de las formaciones más poderosas dentro de la región Valenciana y varios de estos deportistas destacaban a nivel nacional, los cuales fuera de la temporada practicaban otros deportes como el baloncesto para no perder la forma física. Este equipo de baloncesto pasó a ser el segundo deporte de equipo más poderoso de la ciudad y llegó a militar en la 1.ª Categoría Regional.
Tras unos incidentes en uno de los partidos, se enfrentan con la Federación de Baloncesto y deciden abandonar la práctica de esta modalidad.
Vicente Moliner componente del equipo de atletismo y de baloncesto que en aquella época vivía en la ciudad de Valencia vio jugar a un nuevo deporte que empezaba a practicarse llamado balonmano y lo propuso al resto de compañeros. Esto sucede al principio de los años cincuenta, durante este tiempo se suceden los partidos y de una forma más oficial en la parte final del año 1951 siendo este el nacimiento del equipo de balonmano Altos Hornos. Durante la temporada 1952 es cuando se comienza a jugar partidos de una forma oficial en una liga regular hasta la temporada 1958/59, en la que se inicia la División de Honor de Balonmano (actualmente liga Asobal) y de la que forma parte el equipo de balonmano Altos hornos de Puerto Sagunto, jugando su primer partido el 8 de febrero contra el equipo del Balonmano Granollers ante el que cayó derrotado por 7 - 12 como tanteo final.

### Club Balonmano Puerto de Sagunto
La gran cantidad de aficionados que quedan en la localidad tras la desaparición del equipo del Altos Hornos, ya desde septiembre de 1970 comienzan a demandar iniciativas para salvaguardar el balonmano en la población, lo que consiguió que un grupo de personas cercanas al equipo comenzaran a reunirse con jugadores y técnicos para buscar alternativas que hicieran posible la creación de un nuevo club de Balonmano. En el mes de noviembre de 1970 se celebra una reunión en donde entre otras cuestiones se llega al acuerdo de la creación de un nuevo club y la creación de una junta directiva provisional.
El 23 de noviembre de 1970 comienza la nueva etapa de forma oficial del Club Balonmano Puerto Sagunto, en la que se suceden las reuniones y se presenta el proyecto a socios y jugadores, de los cuales ya sale un compromiso de formar parte del Club Balonmano Puerto Sagunto. En enero de 1971 se aprueban los estatutos y la vestimenta de camisa listada a rayas rojas y blancas con pantalón azul siendo estos los colores del nuevo club.
Por parte de la empresa Altos Hornos de Vizcaya S.A se concede la utilización de las instalaciones deportivas del campo del Fornás, se informa a la Federación Española de Balonmano de la creación del nuevo club y la petición de que se incorporé este a la categoría de 1.ª División Nacional de Balonmano debido a la larga tradición de nuestra ciudad en este deporte, a lo que da el visto bueno, comenzando a realizar las gestiones para incorporar al equipo a dicha categoría.
El 5 de septiembre de 1971 juega el primer partido oficial el Club Balonmano Puerto Sagunto ocupando la plaza que había dejado vacante el Marcol L.A "B", se juega en Valencia contra el equipo del Dominicos con victoria por resultado de 9 - 10. El Domingo 12 de septiembre juega el primer partido como local en el campo del Fornás contra el Palautordera con una nueva victoria con el tanteador de 30-20, esta nueva etapa comienza con la cantidad de 359 socios y el acuerdo de patrocinio de la empresa de la zona Aguas Ferrier.
El 20 de enero de 1972 en un partido que se juega en horario nocturno y con el campo del Fornás lleno de aficionados el Club Balonmano Puerto Sagunto se proclama campeón de la categoría al vencer al Sarria de Dalt por el resultado de 19-6, siendo este el cierre a una apoteosica temporada en lo deportivo y social debido al apoyo de aficionados con una gran asistencia a los partidos y una gran masa social ligada al club.